# Čikahito Harada
Čikahito Harada (原田 親仁, Harada Čikahito, * 21. dubna 1951) je japonský diplomat a bývalý velvyslanec v Ruské federaci.
V letech 1999 až 2001 působil jako tiskový tajemník japonského ministerstva zahraničních věcí. V letech 2001 až 2002 působil jako zástupce Japonska u Komise pro anadromní ryby v severním Pacifiku. Působil také jako chargé d'Affaires na japonském velvyslanectví v Číně a ředitel ruské divize na japonském ministerstvu zahraničních věcí.
Harada byl také v letech 2008 až 2010 velvyslancem v České republice. V letech 2010 až 2015 působil jako velvyslanec v Ruské federaci.

## Práce
- HARADA, Čikahito. Russia and North-East Asia. [s.l.]: [s.n.], 1997. (anglicky)